# مقاطعة دولج
دولج (تعني: دول(منخفض) ج(جيو) أي: «جيو المنخفضة» ومثلها مقاطعة غورج التي تعني: غور(مرتفع) ج(جيو) أي: «جيو المرتفعة») هي مقاطعة في رومانيا على الحدود مع بلغاريا, تقع في المنطقة التاريخية أولتينيا, وعاصمتها كرايوفا.

## التركيبة السكانية
في تعداد عام 2011 كان عدد السكان 660544 والكثافة السكانية 89/كلم2 (230/ميل2).
- رومانيون - 96%[3]
- غجر - 3%
- آخرون - 1%

| السنة | عدد السكان |
| ----- | ---------- |
| 1948  | 615,301    |
| 1956  | 642,028    |
| 1966  | 691,116    |
| 1977  | 750,328    |
| 1992  | 761,074    |
| 2002  | ▼ 734,231  |
| 2011  | ▼ 660,544  |

## الجغرافيا
المساحة الإجمالية للمقاطعة هي 7414 كيلومتر مربع (2863 ميل مربع).
المنطقة بأكملها عبارة عن سهل في نهر الدانوب في الجنوب وتشكل وادٍ واسع يجتازه نهر جيو في الوسط. هناك أنهار صغيرة أخرى تتدفق عبر المقاطعة، كل واحد يشكل وادي صغير. هناك بعض البحيرات في أنحاء المقاطعة والعديد من البرك والقنوات في وادي نهر الدانوب. 6٪ من مساحة الأرض عبارة عن صحراء.

### المناطق المجاورة
- مقاطعة أولت في الشرق.
- مقاطعة ميهيدنتي في الغرب.
- مقاطعة غورج ومقاطعة فيلتشيا في الشمال.
- بلغاريا – مقاطعة ويدين في الجنوب الغربي, مقاطعة مونتانا ومقاطعة فراتسا في الجنوب.

## الاقتصاد
الزراعة هي الصناعة الرئيسية في المقاطعة. المقاطعة لديها أرض مثالية لزراعة الحبوب والخضروات والشاي. الصناعات الأخرى تقع بشكل رئيسي في مدينة كرايوفا، أكبر مدينة في جنوب غرب رومانيا.
الصناعات الرئيسية في المقاطعة:
- صناعة السيارات - شركة فورد لديها مصنع.
- المعدات الكهربائية والنقل الثقيل - إيليكتروبوتير كرايوفا هي أكبر مصنع في رومانيا.
- صناعة الطائرات
- المعالجة الكيميائية
- الأطعمة والمشروبات
- المنسوجات
- قطع الغيار والمكونات الميكانيكية

هناك اثنان من الموانئ الصغيرة على شاطئ نهر الدانوب - بيكيت وكالافات.

## أشخاص
- كورنيليو
- تودور غيورغي
- ميرسيا مايكل
- الكسندر ماتشيدونسكي
- تيتو مايوريسكو
- أمزا بيلا
- دوينا روشتي
- فرانسيس شيراتو
- مارين سوريسكو
- نيكولاي تيتوليسكو
- يون تسوكوليسكو
- نيكولاي فاسيليسكو
- ميشيل الشجاع

## السياحة
مناطق الجذب السياحي الرئيسية:
- مدينة كرايوفا
- مدينة كالافات
- الصيد في نهر الدانوب
- مدينة بايليشتي

## السياسة
يتكون مجلس مقاطعة دولج الذي انتخب في انتخابات الحكومة المحلية عام 2016، من 37 مستشاري.